# Distrito de Arua
Arua es un distrito de Uganda ubicado en el sector del noroeste de dicho país. Como otros distritos de Uganda, comparte su nombre con su centro administrativo, ciudad de Arua. Localizado en una esquina del país que limita con Sudán y, hasta 2005, con la República Democrática del Congo, una cantidad significativa de actividad económica local es el resultado del comercio fronterizo. El distrito es el lugar de nacimiento del expresidente Idi Amin. El distrito era un trampolín para algunas unidades de la fuerza de la defensa de Uganda que incorporó el DRC al principio de la segunda guerra del Congo.
El distrito de Arua consiguió su nombre de la ciudad de Arua. En los años 70 el presidente de Uganda, Godfrey Binaisa, declaró que todas las provincias de los distritos adquieren sus nombres de su capital regional, de ese modo el distrito de Arua heredó el nombre de la ciudad de Arua.
El distrito fue compuesto originalmente de los condados tales como Aringa que se separó más adelante para convertirse en el distrito de Yumbe.
Posee una población de 782 077 habitantes.